# Nike Air Max
Az Air Max egy a Nike által létrehozott sportcipőcsalád, amelynek első tagját 1987-ben dobták piacra. A cipőt eredetileg Tinker Hatfield tervezte, aki eredetileg azért kezdett a Nike-nak dolgozni építészként, hogy boltokat és irodákat tervezzen. Az ő nevéhez fűződik az Air Jordan megtervezése is.

## Áttekintés
A Nike Air Max cipőben egy nagyméretű légpárna található a sarokrésznél, amely a legtöbb modellnél a középtalp oldala irányából látható.
Az Air Maxban az alábbi párnatípusokat alkalmazták:
- Az 1990-es években a 180 Air típust használták, amely a cipő hátuljánál volt látható
- Az Air Max2-nél nem voltak lyukak a párnában, amelynek nyomása is nagyobb volt
- A Tube Air a cipő középtalpánál található számos kis lyukon keresztül volt látható
- A Total Air tulajdonképpen azt jelentette, hogy teljes Air Max párnázás
- A Tuned Air típus több kisebb, önálló párna rendszerét jelentette, amelyet a láb különböző részeihez idomítottak

## Története
A termékvonal részeként piacra dobott termékek a következőek:
- Air Max (közismert nevén Air Max 1) – 1987
- Air Stab - 1988
- Air Max II (közismert nevén Air Max Light) - 1989
- Air Max III (közismert nevén Air Max 90) - 1990
- Air Max IV (közismert nevén Air Max BW vagy Air Max Classic) - 1991
- Air Structure Triax 91 - 1991
- Air Max 180 - 1991
- Air Max ST - 1992
- Air Tailwind 92 - 1992
- Air Max 93 (vagy Air Max 270) - 1993
- Air Max 2 - 1994
- Air Max 2 Charles Barkley 34 (közismert nevén Air Max CB 34) - 1994
- Air Max Triax 94 - 1994
- Air Max Light 2 - 1994
- Air Max 95 - 1995
- Air Max Racer - 1995
- Air Max 96 - 1996
- Air Max 96 II
- Air Max 97
- Air Max 98
- Air Max 98 II
- Air Max 99
- Air Max Pillar
- Air Max Posterize SL
- Air Max Deluxe
- Air Max 2000
- Air Max Plus (közismert nevén Air Max TN)
- Air Max Ltd - 2002
- Air Max 2003
- Air Max 2004
- Air Max Destined - 2006
- Air Max 360 - 2006
- Air Max 180 - 2006
- Air Max 360 - 2007
- Air Max 180 II - 2008
- Air Max Elite
- Air Max 180 III - 2008
- Air Max T-Zone - 2009
- Air Max Skyline
- Air Max 2009
- Air Max 90 Current - 2009 (az Air Max 90 újragondolása)
- Air Maxim - 2009 (az Air Max 1 újragondolása)
- Air Max BW Gen II - 2010 (az Air Max BW újragondolása)
- Air Max 2010
- Air Max Tailwind+ 2
- Air Max Trainer 1
- Air Max Trainer 1+
- Air Max Turbulence - 2010
- Air Max 2011
- "Air Max Command
- Air Max 24/7
- Air Max+ 2012
- Air Max+ 2013
- Air Max Defy Run
- "Air Max Minot
- "Air Max Motion
- Air Max+ 2014
- "Air Max Direct
- Flyknit Air Max
- "Fingertrap Max

Az 1993-as modell volt az első, amelynél az Air egység a hátsó résznél és az oldalaknál egyaránt látható volt, az 1995-ös modell pedig az első, amelynek elülső részében is található volt Air egység. Az első, amelyben teljes hosszúságú Air egység volt, az 1997-es modell volt.

### Air Max Light
A típust 1989-ben futócipőként, Air Max II néven dobták piacra, az Air Max utódjaként. Súlya az eredetinél kisebb volt, amit úgy értek el, hogy a cipő elülső részének poliuretán középtalpát EVA habbal helyettesítették. 2007-ben új színekkel ismét piacra dobták.

### Air Max 90
2000-ig Air Max III néven volt ismert, az ezredfordulón azonban ismét piacra dobták, nevét megváltoztatva és belevéve azt az évet, amikor eredetileg megjelent. Az eredeti fehér/fekete/hidegszürke színsémát úgy választották, hogy a talpban található légpárna vékonyságát hangsúlyozza.
A Nike tervezett egy külön Nike Air Max 90-et kifejezetten George H. W. Bush amerikai elnök számára is.

### Air Max 95
Az Air Max 95 megjelenését Sergio Lozano tervezte. A tervek alapja az emberi anatómia volt - a cipő gerince az emberi gerincet idézte, a felhasznált anyagok pedig a bőrt, bordákat és ínakat. Az Air Max 95 volt az első a termékvonalban, amelyben két különálló légpárnát helyeztek el a cipő orránál, és amely légnyomásos technológiát használt, hogy a cipő pontosan illeszkedjen a viselő lábának formájához.
Egy bulvárújság 2007-ben publikált kutatása szerint, amelyet a brit Forensic Science Service adataira alapoztak, akkoriban a bűnözők körében ez volt a legnépszerűbb cipő.
Utalás található a cipőre The Game "Hate It or Love It" című számában, illetve a Gucci Mane rapperpáros "Bricks" című slágerében is.
A típusból Eminem is tervezett egy limitált kiadású szériát, amelyet jótékonysági célokra  értékesítettek.

### Air Max 360
A Nike 2006. január 21-én mutatta be Air Max 360 szériáját, amely a Max Air utódja volt. 2006 szeptemberében egy egyszeri csomagban együtt kínálták a 360-at három klasszikusabb Air Max cipővel: az Air Max 90-nel, Air Max 95-tel és Air Max 97-tel.

## Kultúra és divat
A termékvonal kiemelkedően népszerű bizonyos szubkultúrák, így például a hiphop és gabber képviselői között.

## Marketing
1988-ban egy televíziós reklámkampánnyal kezdték népszerűsíteni, amely a Beatles "Revolution" című számát használta fel. Ez volt az első alkalom, hogy az együttes valamely számát egy tévéreklámban használták fel. A következő évben kezdte alkalmazni kampányában a Nike a Just Do It szlogent. Bo Jackson 100 ezer dollárért reklámozta a cipőket a Wieden and Kennedy reklámcégen keresztül.

## Fordítás
Ez a szócikk részben vagy egészben  a   Nike Air Max című angol Wikipédia-szócikk ezen változatának fordításán alapul.  Az eredeti cikk szerkesztőit annak laptörténete sorolja fel. Ez a jelzés csupán a megfogalmazás eredetét és a szerzői jogokat jelzi, nem szolgál a cikkben szereplő információk forrásmegjelöléseként.